# Не-ваза
Не-ваза — раздел борьбы джиу-джитсу, где основное внимание уделяется переводу противника в борьбу на землю, а также техникам, позволяющим быстро закончить поединок (болевые и удушающие приемы).
Не-ваза (борьба лежа) — подраздел дзюдо и джиу-джитсу, где целью поединка была досрочная победа над противником, за счет применения болевого приема на руки или на ноги, или удушающего приема, после перевода противника на землю, либо атакуя его из положения лежа или сидя на земле, в отличие от Кодокан дзюдо или олимпийского, броски здесь не играют такой значимой роли.
Соревновательная дисциплина — довольно новая дисциплина в официальной программе соревнований федерации JJIF, включена в программу только в 2010 году и на Всемирных играх 2013 года.

## История
В конце XIX века, ученики Дзигоро Кано победили всех на состязании в полицейском ведомстве: Сиро Сайго с его броском яма-араси и другие эпизоды тотального превосходства кодокановцев (что неудивительно, так как все остальные школы отрабатывали борьбу только в форме ката, а Дзигоро Кано прозорливо ввел в практику рандори). Однако позже, в 1891—1901 годах стали происходить неожиданные вещи, в рамках местных, кулуарных встреч с представителями старых школ — корю: представитель Фусэн-рю Матаэмон Танабэ раз за разом затаскивал в партер сильных бойцов из Кодокана (в частности Тобари Такисабуро), и очень быстро одерживал победу.
На самом деле, техника не-ваза для Дзигоро Кано не была чем-то незнакомым: он неоднократно приглашал выступать за свою школу бойцов с хорошим партером, типа Самуры Кайтё, и будучи функционером Бутокукай устраивал состязания между серьёзными партеровиками того времени, как Исогаем Хадзимэ и всё тот же Танабэ. Однако хотя про хороший партер в Кодокане и знали, в свою программу его не включали, полагаясь либо на тачи-ваза, либо на легионеров со стороны, типа Исогая.